# روث توما
روث توما (بالألمانية: Ruth Toma)‏ (و. 1956  م) هي كاتبة سيناريو ألمانية، ولدت في باد كوتستينغ.

## وصلات خارجية
- روث توما على موقع IMDb (الإنجليزية)
- روث توما على موقع ألو سيني (الفرنسية)
- روث توما على موقع أول موفي (الإنجليزية)
- روث توما على موقع قاعدة بيانات الأفلام السويدية (السويدية)
- روث توما على موقع قاعدة بيانات الفيلم (الإنجليزية)
- روث توما على موقع كينوبويسك (الروسية)